# Leicester City Football Club 2015-2016
Questa voce raccoglie le informazioni riguardanti il Leicester City Football Club nelle competizioni ufficiali della stagione 2015-2016.

## Stagione
L'estate del 2015 arriva in panchina Claudio Ranieri, tecnico di caratura internazionale. Il campionato 2015-16 inizia in maniera inattesa, con diverse vittorie che portano la squadra in testa alla classifica. Tra febbraio ed aprile, il Leicester consolida ulteriormente il vantaggio sulle dirette inseguitrici, raggiungendo persino un vantaggio di 7 punti.. Con addirittura 5 giornate di anticipo, ottiene una storica qualificazione in Champions League. Alla 36ª giornata pareggia 1-1 in casa del Manchester United e, grazie al 2-2 tra Tottenham e Chelsea nel posticipo, ottiene l'aritmetica certezza del titolo. Si tratta del primo massimo titolo nazionale inglese sia per la squadra sia per l'allenatore. Il torneo si conclude con 81 punti in classifica, ben 10 in più dell'Arsenal, classificatasi seconda.

## Maglie e sponsor
Sponsor di maglia è il gruppo King Power, attivo a livello internazionale nella gestione di negozi duty-free ubicati in strutture aeroportuali e controllato dal patròn Vichai Srivaddhanaprabha. Le divise adottate per la stagione 2015-2016, prodotte dallo sponsor tecnico Puma, sono così strutturate: la prima maglia è costituita da un completo (maglia, pantaloncini e calzettoni) blu con profili, inserti e scritte color bianco ed oro; la seconda maglia presenta una trama a rombi e triangoli con colori che sfumano dal nero all'antracite, mentre i pantaloncini e i calzettoni sono neri. Le scritte, i profili e gli inserti sono egualmente color bianco ed oro; la terza divisa è integralmente bianca con scritte, profili e inserti di colore blu.
| Casa | Trasferta | Terza divisa |

## Rosa
| N. |                        | Ruolo | Calciatore        |
| -- | ---------------------- | ----- | ----------------- |
| 1  | Danimarca (bandiera)   | P     | Kasper Schmeichel |
| 2  | Belgio (bandiera)      | D     | Ritchie De Laet   |
| 4  | Inghilterra (bandiera) | C     | Danny Drinkwater  |
| 5  | Giamaica (bandiera)    | D     | Wes Morgan        |
| 6  | Germania (bandiera)    | D     | Robert Huth       |
| 7  | Inghilterra (bandiera) | C     | Dean Hammond      |
| 8  | Inghilterra (bandiera) | C     | Matty James       |
| 9  | Inghilterra (bandiera) | A     | Jamie Vardy       |
| 10 | Galles (bandiera)      | C     | Andy King         |
| 11 | Inghilterra (bandiera) | C     | Marc Albrighton   |
| 12 | Inghilterra (bandiera) | P     | Ben Hamer         |
| 14 | Francia (bandiera)     | C     | N'Golo Kanté      |
| 15 | Ghana (bandiera)       | A     | Jeff Schlupp      |
| 17 | Inghilterra (bandiera) | D     | Danny Simpson     |

| N. |                        | Ruolo | Calciatore        |
| -- | ---------------------- | ----- | ----------------- |
| 18 | Inghilterra (bandiera) | D     | Liam Moore        |
| 19 | Croazia (bandiera)     | A     | Andrej Kramarić   |
| 20 | Giappone (bandiera)    | A     | Shinji Okazaki    |
| 21 | Ghana (bandiera)       | C     | Daniel Amartey    |
| 22 | Inghilterra (bandiera) | A     | Demarai Gray      |
| 23 | Argentina (bandiera)   | A     | Leonardo Ulloa    |
| 24 | Inghilterra (bandiera) | C     | Nathan Dyer       |
| 26 | Algeria (bandiera)     | C     | Riyad Mahrez      |
| 27 | Polonia (bandiera)     | D     | Marcin Wasilewski |
| 28 | Austria (bandiera)     | D     | Christian Fuchs   |
| 29 | Tunisia (bandiera)     | D     | Yohan Benalouane  |
| 30 | Inghilterra (bandiera) | D     | Ben Chilwell      |
| 32 | Australia (bandiera)   | P     | Mark Schwarzer    |
| 33 | Svizzera (bandiera)    | C     | Gökhan Inler      |

## Calciomercato

### Sessione estiva (dall'1/7 al 31/8)
| Acquisti | Acquisti         | Acquisti     | Acquisti               |
| R.       | Nome             | da           | Modalità               |
| -------- | ---------------- | ------------ | ---------------------- |
| D        | Yohan Benalouane | Atalanta     | definitivo (7 mln €)   |
| D        | Christian Fuchs  | Schalke 04   | svincolato             |
| D        | Robert Huth      | Stoke City   | definitivo (4,2 mln €) |
| D        | Paul Konchesky   | QPR          | fine prestito          |
| C        | Nathan Dyer      | Swansea City | prestito               |
| C        | Gökhan Inler     | Napoli       | definitivo (7 mln €)   |
| C        | N'Golo Kanté     | Caen         | definitivo (9 mln €)   |
| A        | Shinji Okazaki   | Magonza      | definitivo (11 mln €)  |

| Cessioni | Cessioni             | Cessioni         | Cessioni               |
| R.       | Nome                 | da               | Modalità               |
| -------- | -------------------- | ---------------- | ---------------------- |
| P        | Ben Hamer            | Bristol City     | prestito               |
| P        | Conrad Logan         |                  | svincolato             |
| P        | Adam Smith           | Northampton Town | svincolato             |
| D        | Zoumana Bakayogo     |                  | svincolato             |
| D        | Kieran Kennedy       | Motherwell       | svincolato             |
| D        | Paul Konchesky       | QPR              | prestito               |
| D        | Matthew Upson        | MK Dons          | svincolato             |
| C        | Esteban Cambiasso    | Olympiacos       | svincolato             |
| C        | Adam Dawson          | Kidderminster    | svincolato             |
| C        | Paul Gallagher       | Preston N.E.     | svincolato             |
| C        | Anthony Knockaert    | Standard Liegi   | svincolato             |
| C        | Louis Rowley         |                  | svincolato             |
| C        | Gary Taylor-Fletcher |                  | svincolato             |
| A        | Tom Hopper           | Scunthorpe Utd   | svincolato             |
| A        | Tom Lawrence         | Blackburn        | prestito               |
| A        | David Nugent         | Middlesbrough    | definitivo (5,6 mln €) |
| A        | Chris Wood           | Leeds Utd        | definitivo             |

### Operazioni tra le due sessioni
| Acquisti | Acquisti  | Acquisti | Acquisti |
| R.       | Nome      | da       | Modalità |
| -------- | --------- | -------- | -------- |
| A        | Joe Dodoo | Bury     | prestito |

| Cessioni | Cessioni     | Cessioni          | Cessioni |
| R.       | Nome         | da                | Modalità |
| -------- | ------------ | ----------------- | -------- |
| D        | Ben Chilwell | Huddersfield Town | prestito |
| D        | Liam Moore   | Bristol City      | prestito |
| C        | Dean Hammond | Sheffield Utd     | prestito |

### Sessione invernale (dal 4/1 al 1/2)
| Acquisti | Acquisti       | Acquisti          | Acquisti               |
| R.       | Nome           | da                | Modalità               |
| -------- | -------------- | ----------------- | ---------------------- |
| P        | Ben Hamer      | Bristol City      | fine prestito          |
| D        | Daniel Amartey | Copenaghen        | definitivo             |
| D        | Ben Chilwell   | Huddersfield Town | fine prestito          |
| D        | Liam Moore     | Bristol City      | fine prestito          |
| A        | Demarai Gray   | Birmingham City   | definitivo (5,1 mln €) |
| A        | Tom Lawrence   | Blackburn         | fine prestito          |

| Cessioni | Cessioni         | Cessioni      | Cessioni |
| R.       | Nome             | da            | Modalità |
| -------- | ---------------- | ------------- | -------- |
| D        | Yohan Benalouane | Fiorentina    | prestito |
| D        | Ritchie De Laet  | Middlesbrough | prestito |
| A        | Andrej Kramarić  | Hoffenheim    | prestito |
| A        | Tom Lawrence     | Cardiff City  | prestito |

## Risultati

### Premier League
| Arbitro: | Mason |

|                                                 |           |                        |
| Vardy 11’ Mahrez 18’, 25’ (rig.) Albrighton 66’ | Marcatori | 60’ Defoe 71’ Fletcher |

| Arbitro: | Taylor |

|           |           |                        |
| Payet 55’ | Marcatori | 27’ Okazaki 38’ Mahrez |

| Arbitro: | Atkinson |

|            |           |          |
| Mahrez 82’ | Marcatori | 81’ Alli |

| Arbitro: | Swarbrick |

|            |           |                  |
| Wilson 24’ | Marcatori | 86’ (rig.) Vardy |

| Arbitro: | Dean |

|                                |           |                      |
| De Laet 72’ Vardy 82’ Dyer 89’ | Marcatori | 39’ Grealish 63’ Gil |

| Arbitro: | Marriner |

|                       |           |                             |
| Bojan 13’ Walters 20’ | Marcatori | 51’ (rig.) Mahrez 69’ Vardy |

| Arbitro: | Pawson |

|                |           |                                                |
| Vardy 13’, 89’ | Marcatori | 18’ Walcott 33’, 57’, 81’ Sánchez 90+3’ Giroud |

| Arbitro: | Clattenburg |

|             |           |                              |
| Mbokani 68’ | Marcatori | 28’ (rig.) Vardy 47’ Schlupp |

| Arbitro: | Tierney |

|                        |           |                  |
| Fonte 21’ van Dijk 37’ | Marcatori | 66’, 90+1’ Vardy |

| Arbitro: | Dean |

|           |           |  |
| Vardy 59’ | Marcatori |  |

| Arbitro: | Taylor |

|                               |           |                           |
| Rondón 30’ Lambert 84’ (rig.) | Marcatori | 57’, 64’ Mahrez 77’ Vardy |

| Arbitro: | East |

|                            |           |                   |
| Kanté 52’ Vardy 65’ (rig.) | Marcatori | 75’ (rig.) Deeney |

| Arbitro: | Jones |

|  |           |                                   |
|  | Marcatori | 45+1’ Vardy 62’ Ulloa 83’ Okazaki |

| Arbitro: | Pawson |

|           |           |                      |
| Vardy 24’ | Marcatori | 45+1’ Schweinsteiger |

| Arbitro: | Oliver |

|  |           |                     |
|  | Marcatori | 5’, 22’, 67’ Mahrez |

| Arbitro: | Clattenburg |

|                      |           |          |
| Vardy 34’ Mahrez 48’ | Marcatori | 77’ Rémy |

| Arbitro: | Moss |

|                         |           |                                           |
| Lukaku 32’ Mirallas 89’ | Marcatori | 27’ (rig.), 65’ (rig.) Mahrez 69’ Okazaki |

| Arbitro: | Atkinson |

|             |           |  |
| Benteke 63’ | Marcatori |  |

| Leicester 29 dicembre 2015, ore 19:45 WET 19ª giornata | Leicester City | 0 – 0 referto | Manchester City | King Power Stadium (32 072 spett.)\| Arbitro: \| Pawson \| |
| Arbitro:                                               | Pawson         |               |                 |                                                            |

| Leicester 2 gennaio 2016, ore 15:00 WET 20ª giornata | Leicester City | 0 – 0 referto | Bournemouth | King Power Stadium (32 006 spett.)\| Arbitro: \| Marriner \| |
| Arbitro:                                             | Marriner       |               |             |                                                              |

| Arbitro: | Mason |

|  |           |          |
|  | Marcatori | 83’ Huth |

| Arbitro: | East |

|             |           |             |
| Gestede 75’ | Marcatori | 28’ Okazaki |

| Arbitro: | Dean |

|                                    |           |  |
| Drinkwater 42’ Vardy 66’ Ulloa 87’ | Marcatori |  |

| Arbitro: | Marriner |

|                |           |  |
| Vardy 60’, 71’ | Marcatori |  |

| Arbitro: | Taylor |

|            |           |                         |
| Agüero 87’ | Marcatori | 3’, 60’ Huth 48’ Mahrez |

| Arbitro: | Atkinson |

|                           |           |                  |
| Walcott 70’ Welbeck 90+5’ | Marcatori | 45’ (rig.) Vardy |

| Arbitro: | Swarbrick |

|           |           |  |
| Ulloa 89’ | Marcatori |  |

| Arbitro: | Clattenburg |

|                              |           |                        |
| Olsson 30’ (aut.) King 45+1’ | Marcatori | 11’ Rondón 50’ Gardner |

| Arbitro: | Moss |

|  |           |            |
|  | Marcatori | 56’ Mahrez |

| Arbitro: | Pawson |

|             |           |  |
| Okazaki 25’ | Marcatori |  |

| Arbitro: | Jones |

|  |           |            |
|  | Marcatori | 34’ Mahrez |

| Arbitro: | Oliver |

|            |           |  |
| Morgan 38’ | Marcatori |  |

| Arbitro: | Taylor |

|  |           |                  |
|  | Marcatori | 66’, 90+5’ Vardy |

| Arbitro: | Moss |

|                              |           |                                  |
| Vardy 18’ Ulloa 90+4’ (rig.) | Marcatori | 84’ (rig.) Carroll 86’ Cresswell |

| Arbitro: | Clattenburg |

|                                          |           |  |
| Mahrez 10’ Ulloa 30’, 60’ Albrighton 85’ | Marcatori |  |

| Arbitro: | Oliver |

|            |           |            |
| Martial 8’ | Marcatori | 38’ Morgan |

| Arbitro: | Marriner |

|                               |           |              |
| Vardy 5’, 65’ (rig.) King 33’ | Marcatori | 88’ Mirallas |

| Arbitro: | Pawson |

|                     |           |                |
| Fàbregas 66’ (rig.) | Marcatori | 82’ Drinkwater |

### FA Cup
| Arbitro: | Madley |

|                            |           |                            |
| Eriksen 8’ Kane 89’ (rig.) | Marcatori | 19’ Wasilewski 48’ Okazaki |

| Arbitro: | Taylor |

|  |           |                    |
|  | Marcatori | 39’ Son 66’ Chadli |

### League Cup
| Arbitro: | Madley |

|           |           |                                  |
| Mayor 49’ | Marcatori | 25’, 86’, 90’ Dodoo 41’ Kramarić |

| Arbitro: | Bankes |

|                    |           |            |
| Dodoo 6’ King 116’ | Marcatori | 27’ Zárate |

| Arbitro: | Attwell |

|                                            |                      |                                          |
| Hernández 105+1’                           | Marcatori            | 100’ Mahrez                              |
| Hernández Maloney Huddlestone Akpom Meyler | Tiri di rigore 5 – 4 | Mahrez Drinkwater Inler Wasilewski Vardy |

## Statistiche

### Statistiche di squadra
| Competizione   | Punti | In casa | In casa | In casa | In casa | In casa | In casa | In trasferta | In trasferta | In trasferta | In trasferta | In trasferta | In trasferta | Totale | Totale | Totale | Totale | Totale | Totale | DR  |
| Competizione   | Punti | G       | V       | N       | P       | Gf      | Gs      | G            | V            | N            | P            | Gf           | Gs           | G      | V      | N      | P      | Gf     | Gs     | DR  |
| -------------- | ----- | ------- | ------- | ------- | ------- | ------- | ------- | ------------ | ------------ | ------------ | ------------ | ------------ | ------------ | ------ | ------ | ------ | ------ | ------ | ------ | --- |
| Premier League | 81    | 19      | 12      | 6       | 1       | 35      | 18      | 19           | 11           | 6            | 2            | 33           | 18           | 38     | 23     | 12     | 3      | 68     | 36     | +32 |
| FA Cup         | -     | 1       | 0       | 0       | 1       | 0       | 2       | 1            | 0            | 1            | 0            | 2            | 2            | 2      | 0      | 1      | 1      | 2      | 4      | -2  |
| League Cup     | -     | 1       | 1       | 0       | 0       | 2       | 1       | 2            | 1            | 0            | 1            | 5            | 2            | 3      | 2      | 0      | 1      | 7      | 3      | +4  |
| Totale         | 164   | 21      | 13      | 6       | 2       | 37      | 21      | 22           | 12           | 7            | 3            | 40           | 22           | 43     | 25     | 13     | 5      | 77     | 43     | +34 |

### Andamento in campionato
| Giornata  | 1 | 2 | 3 | 4 | 5 | 6 | 7 | 8 | 9 | 10 | 11 | 12 | 13 | 14 | 15 | 16 | 17 | 18 | 19 | 20 | 21 | 22 | 23 | 24 | 25 | 26 | 27 | 28 | 29 | 30 | 31 | 32 | 33 | 34 | 35 | 36 | 37 | 38 |
| --------- | - | - | - | - | - | - | - | - | - | -- | -- | -- | -- | -- | -- | -- | -- | -- | -- | -- | -- | -- | -- | -- | -- | -- | -- | -- | -- | -- | -- | -- | -- | -- | -- | -- | -- | -- |
| Luogo     | C | T | C | T | C | T | C | T | T | C  | T  | C  | T  | C  | T  | C  | T  | T  | C  | C  | T  | T  | C  | C  | T  | T  | C  | C  | T  | C  | T  | C  | T  | C  | C  | T  | C  | T  |
| Risultato | V | V | N | N | V | N | P | V | N | V  | V  | V  | V  | N  | V  | V  | V  | P  | N  | N  | V  | N  | V  | V  | V  | P  | V  | N  | V  | V  | V  | V  | V  | N  | V  | N  | V  | N  |
| Posizione | 2 | 2 | 2 | 3 | 2 | 4 | 7 | 5 | 5 | 5  | 2  | 3  | 1  | 2  | 1  | 1  | 1  | 1  | 2  | 2  | 2  | 2  | 1  | 1  | 1  | 1  | 1  | 1  | 1  | 1  | 1  | 1  | 1  | 1  | 1  | 1  | 1  | 1  |

Legenda:

Luogo: C = Casa; T = Trasferta. Risultato: V = Vittoria; N = Pareggio; P = Sconfitta.